# Jerxheim-Bahnhof
Jerxheim-Bahnhof ist ein Ortsteil der Gemeinde Jerxheim im Landkreis Helmstedt in Niedersachsen.

## Geographie

### Lage
Jerxheim-Bahnhof liegt im Osten von Niedersachsen im Ostbraunschweigischen Hügelland, an der Grenze vom Jerxheimer Hügelland zum Großen Bruch. Jerxheim-Bahnhof ist der südlichste bewohnte Ort im Landkreis Helmstedt. Rund einen Kilometer südlich von Jerxheim-Bahnhof verläuft die Landesgrenze nach Sachsen-Anhalt.

## Geschichte

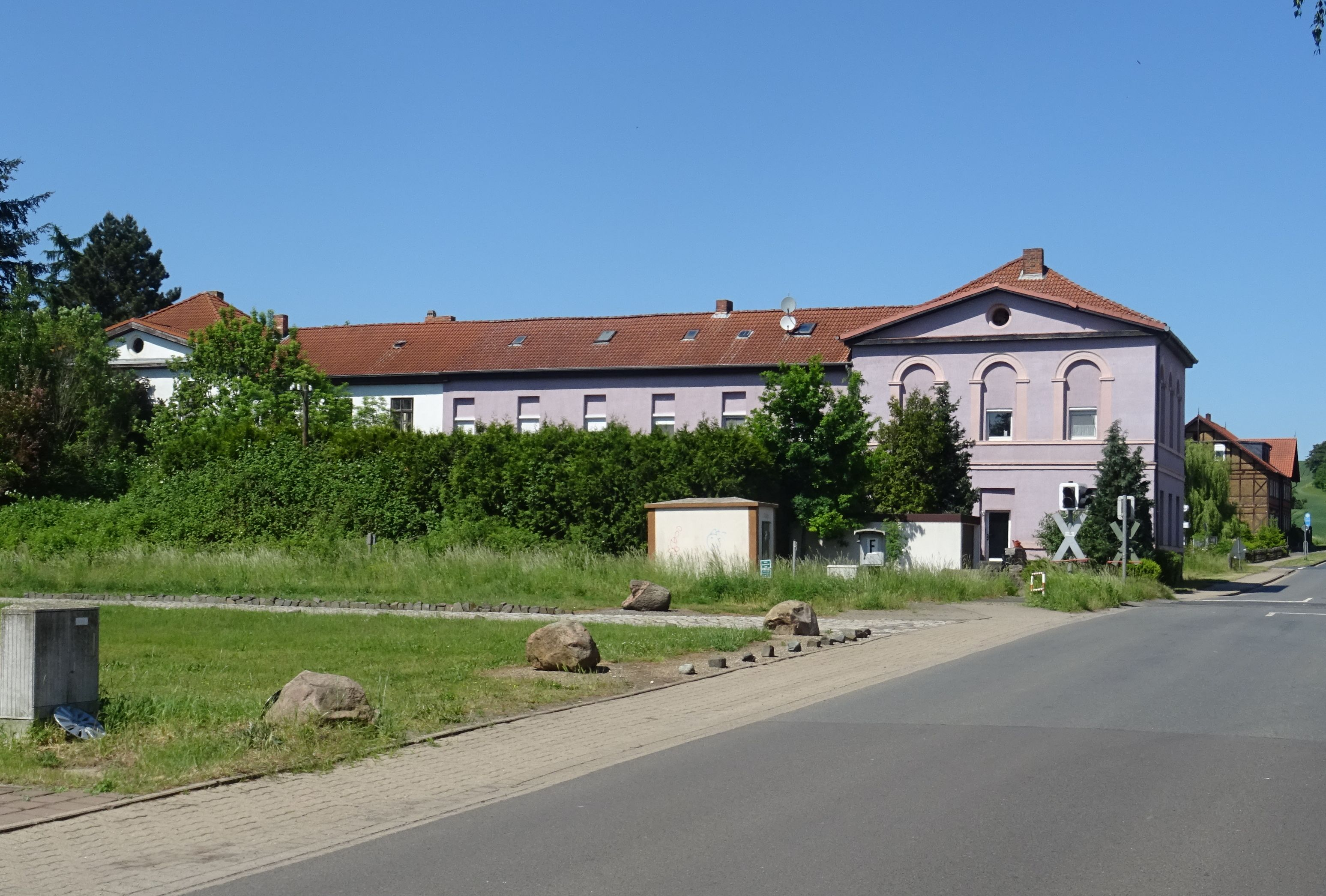
Erstes Empfangsgebäude von 1844

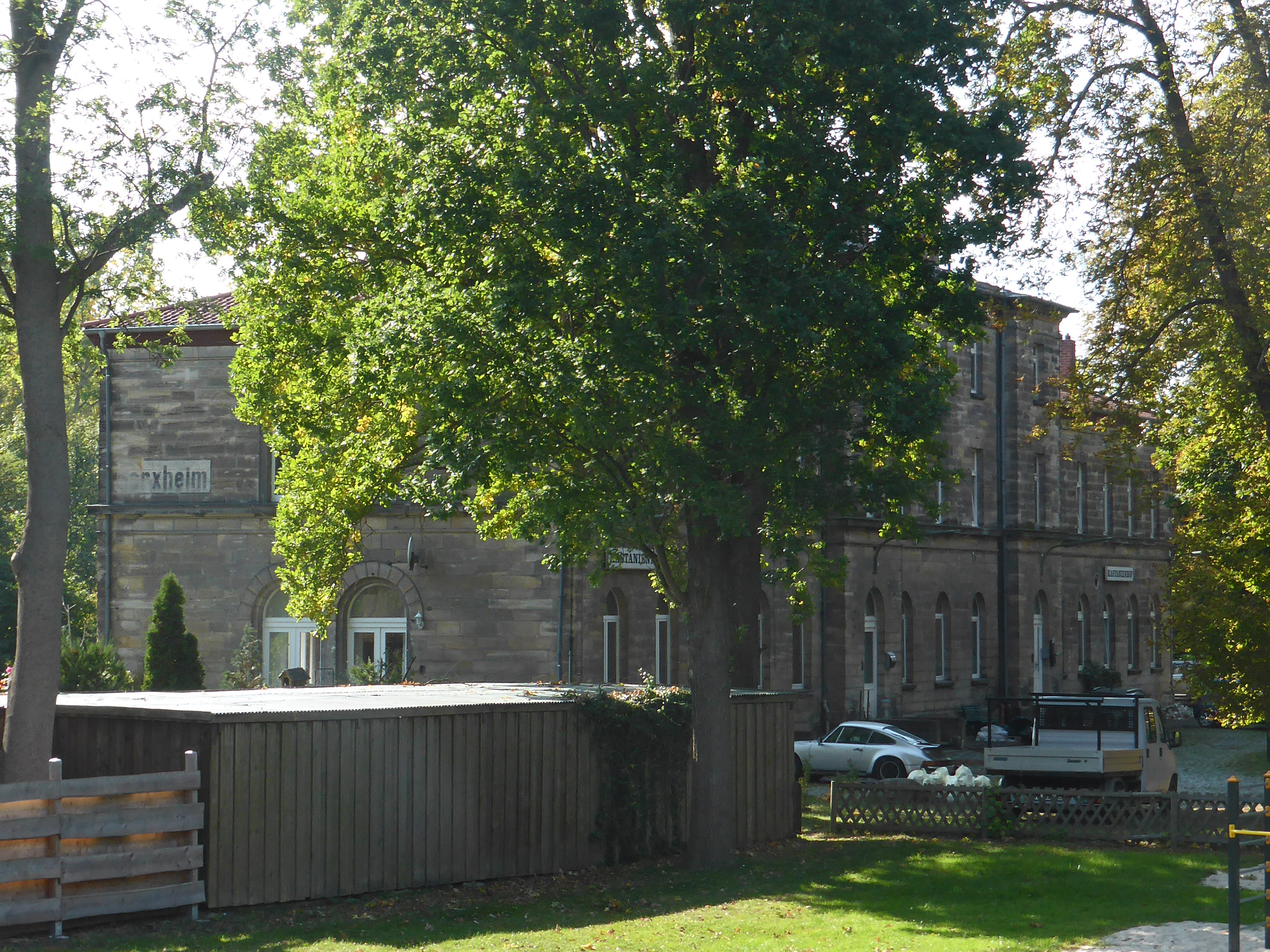
Neues Empfangsgebäude von 1869

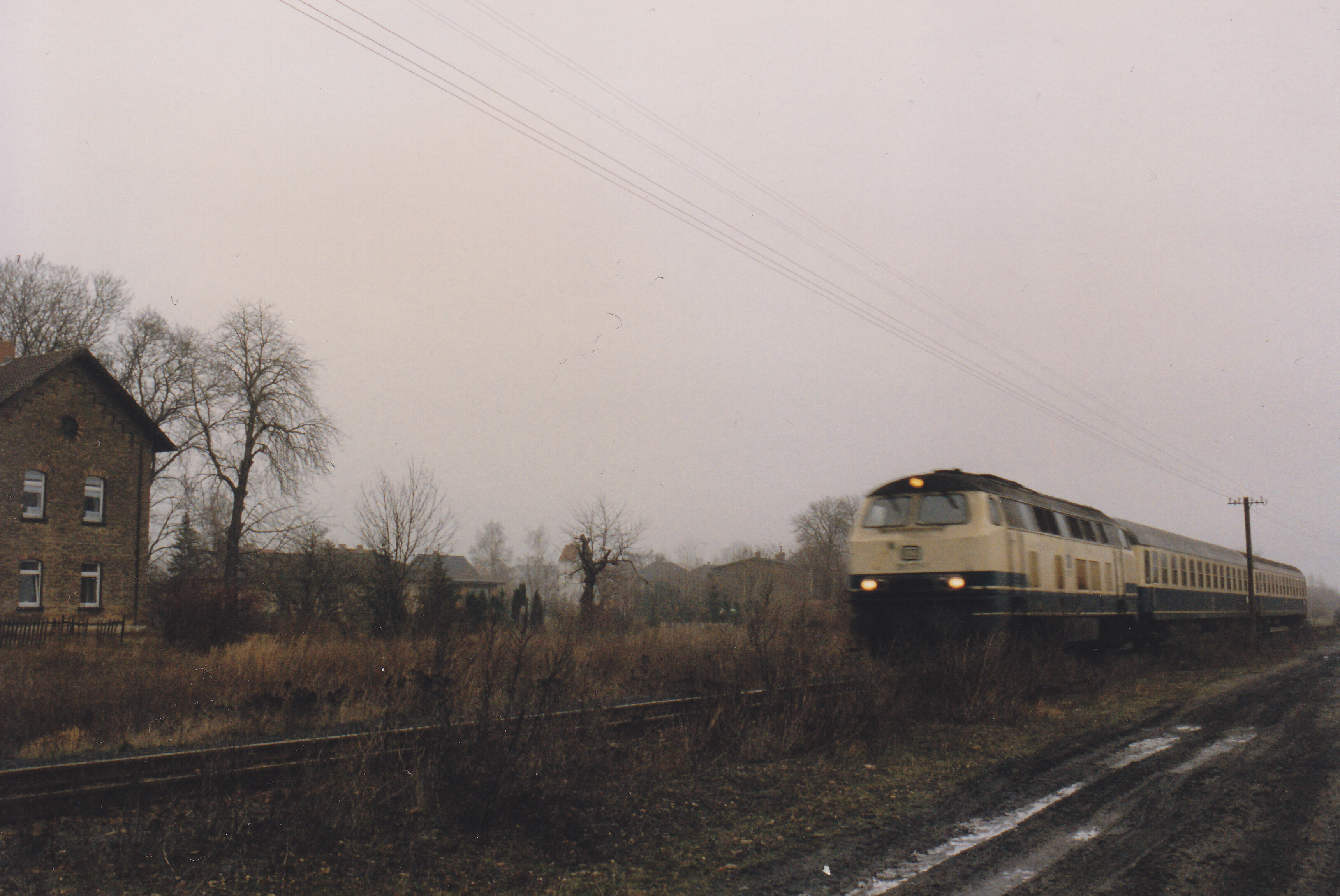
Nahverkehrszug von Helmstedt über Jerxheim nach Braunschweig

Jerxheim-Bahnhof entstand als Siedlung für die am Jerxheimer Bahnhof beschäftigten Arbeiter und ihre Familien, da der Bahnhof Jerxheim aufgrund der topographischen Verhältnisse rund zwei Kilometer vom Dorf Jerxheim entfernt errichtet worden war. Jerxheim-Bahnhof wurde auch Bahnhofssiedlung und Eisenbahnersiedlung genannt.
Zuvor war der Ort unbebaut, nur in knapp einem Kilometer Entfernung lag im Süden von Jerxheim-Bahnhof an der Westseite des Kiebitzdammes der Gasthof Zum Kiebitzdamm, der bereits in einer Urkunde von 1663 als Zollhaus auf dem Kivitz-Damme erwähnt wurde. Der Gasthof stand seit 1945 leer und wurde um 1960 abgerissen.
Am 16. Juli 1843 wurde der Bahnhof Jerxheim eröffnet, er wurde zunächst als Haltepunkt am Kiebitzdamm bezeichnet und lag an der damals eröffneten Bahnstrecke Wolfenbüttel–Oschersleben. Diese Strecke war bis zur Eröffnung der Bahnstrecke Berlin–Lehrte 1871 Bestandteil der kürzesten Verbindung zwischen Hannover und Berlin. 1844 wurde das erste Empfangsgebäude des Bahnhofs, an der Kreuzung der Bahnstrecke mit dem Kiebitzdamm (heute Halberstädter Straße) gelegen, in Betrieb genommen. Zu dieser Zeit gehörte Jerxheim-Bahnhof zum Amt Schöningen im bereits 1833 gegründeten Kreis Helmstedt.
Am 1. Oktober 1843 kam es in Jerxheim-Bahnhof zur Einrichtung einer „Post-Expedition am hiesigen Eisenbahnhofe“. Zur Entwicklung des Postwesens in Jerxheim siehe: Postroute Braunschweig-Helmstedt-Magdeburg.
Am 9. September 1844 entgleiste auf der Bahnstrecke Wolfenbüttel–Oschersleben zwischen Jerxheim und Neuwegersleben ein Personenzug. Ein Weichensteller oder Bahnwärter soll eine Schiene nicht ausreichend angezogen haben. Einige Passagiere wurden verletzt. Dieser Unfall war der erste Eisenbahnunfall in Deutschland und einer der ersten weltweit. Heute ist er als Eisenbahnunfall von Jerxheim bekannt.
1851 wurde am Ostrand von Jerxheim-Bahnhof die Actien-Zuckerfabrik Jerxheim eröffnet.
Am 20. Juli 1858 nahm eine Stichstrecke von Jerxheim-Bahnhof über Schöningen nach Helmstedt den Verkehr auf. Diese war bis 1872, als die Bahnstrecke Braunschweig–Magdeburg in Betrieb ging, die einzige Bahnanbindung der Kreisstadt Helmstedt.
1867 wurden die Verkehrsanlagen des Bahnhofs rund 500 Meter nach Westen verlegt, weil die am Bahnhof haltenden Züge den Verkehr auf dem Kiebitzdamm behinderten, und dort 1869 ein neuerbautes Empfangsgebäude fertiggestellt. Das alte Gebäude blieb erhalten und wurde 1894 verkauft. Zeitweise wurde dort später die Gaststätte Zum Grenzquell betrieben.
Am 1. Juli 1868 wurde die Strecke von Jerxheim-Bahnhof nach Börßum eröffnet, damit wurde die Bahnstrecke Helmstedt–Börßum vervollständigt.
Am 15. August 1890 wurde die Bahnstrecke Jerxheim–Nienhagen in Betrieb genommen. Dadurch war der Bahnhof Jerxheim zum Kreuzungspunkt dreier Bahnstrecken geworden.

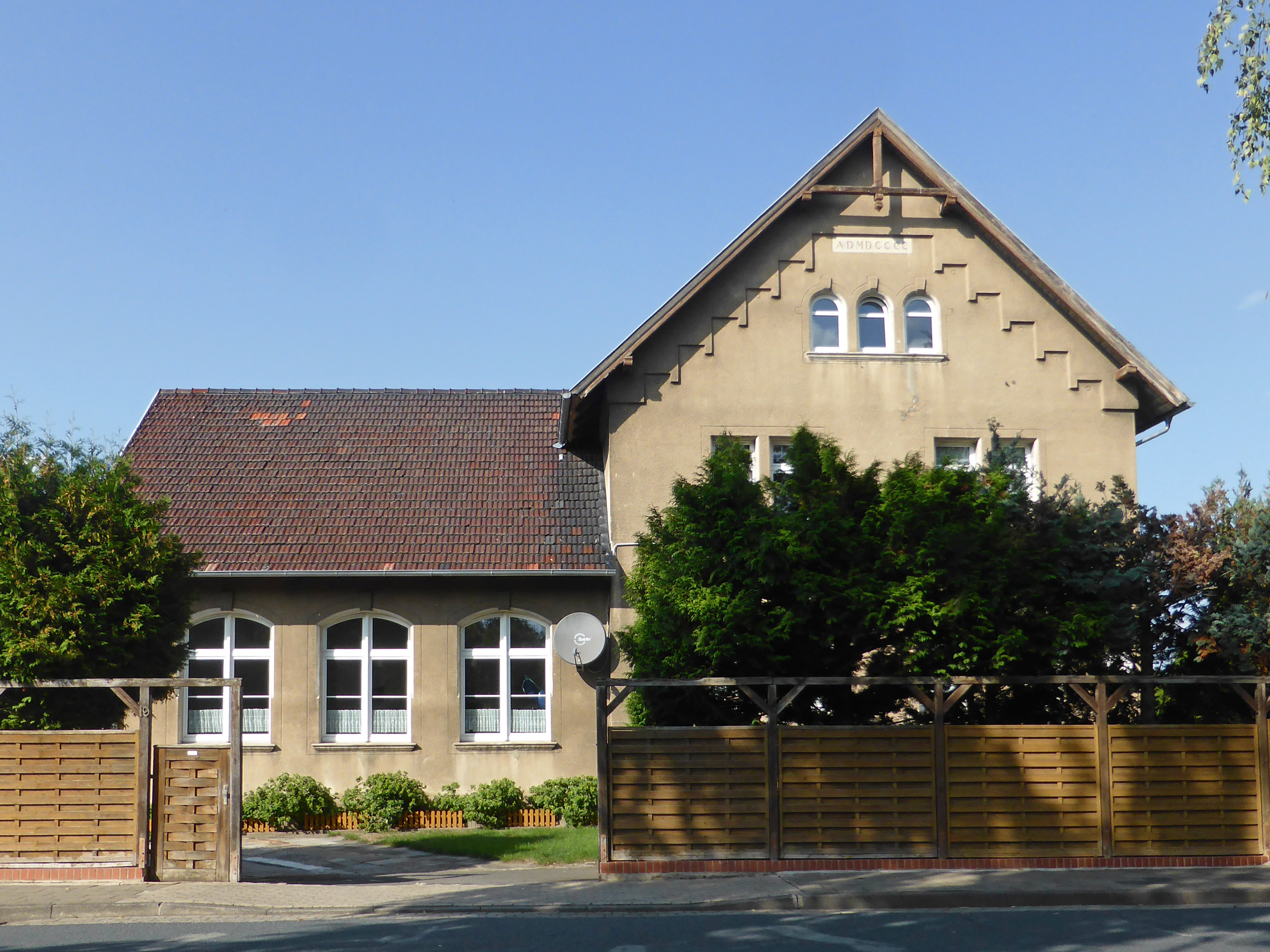
Schulgebäude von 1900

1900 wurde das Schulgebäude erbaut. Um 1900 waren in Jerxheim-Bahnhof rund 120 Eisenbahnbedienstete tätig, täglich passierten den Bahnhof Jerxheim fast 70 Züge, und jährlich wurden rund 40.000 Fahrkarten verkauft. Im Bahnhof Jerxheim wurden auch Lokomotiven gewechselt und Stückgut umgeschlagen.
1919 wurde die Zuckerfabrik geschlossen und 1928 als Nachfolger der Zuckerfabrik die Blättertrocknungsgenossenschaft gegründet.
Nach der 1945 erfolgten Aufteilung Deutschlands in Besatzungszonen lag Jerxheim-Bahnhof in der Britischen Besatzungszone, jedoch nur rund einen Kilometer von der Sowjetischen  Besatzungszone entfernt. Durch diese Grenzziehung wurden alle nach Osten und Süden abzweigenden Strecken unterbrochen. Auf dem Abschnitt zwischen Jerxheim-Bahnhof und Gunsleben der Bahnstrecke Oschersleben–Jerxheim fuhr der letzte planmäßige Zug am 30. Juni 1945. Auch die Bahnstrecke Jerxheim–Nienhagen wurde durch die Innerdeutsche Grenze durchtrennt.
Durch die abgelegene Lage von Jerxheim-Bahnhof nach der Schließung der innerdeutschen Grenze sank die Einwohnerzahl von Jerxheim-Bahnhof in der Nachkriegszeit von über 1000 auf unter 400 ab.
1963 wurde der Güterschuppen des Bahnhofs geschlossen und die Stückgutabfertigung aufgegeben. 1963/64 erfolgte der Bau des Sportheims. 1967 wurden die meisten Gleise abgebaut, die Drehscheibe entfernt und der Wasserturm gesprengt.
1972 wurde die Blättertrocknung in Jerxheim-Bahnhof eingestellt. 1975 wurden bis zu 62 ausgemusterte Lokomotiven aus dem gesamten Bundesgebiet in Jerxheim-Bahnhof abgestellt, bevor die Deutsche Bundesbahn 1977 den Dampflokomotivbetrieb einstellte. Am 31. Dezember 1975 wurde der Bahnverkehr auf der Strecke Jerxheim–Börßum eingestellt und die Fahrkartenausgabe Jerxheim geschlossen. Nachdem das Empfangsgebäude des Bahnhofs nun keine betriebliche Aufgabe mehr hatte, wurde es 1979 an privat verkauft und ab 1981 als Gaststätte Kastanienhof genutzt. 1984 wurde der Bahnhof Jerxheim zum Haltepunkt herabgestuft.

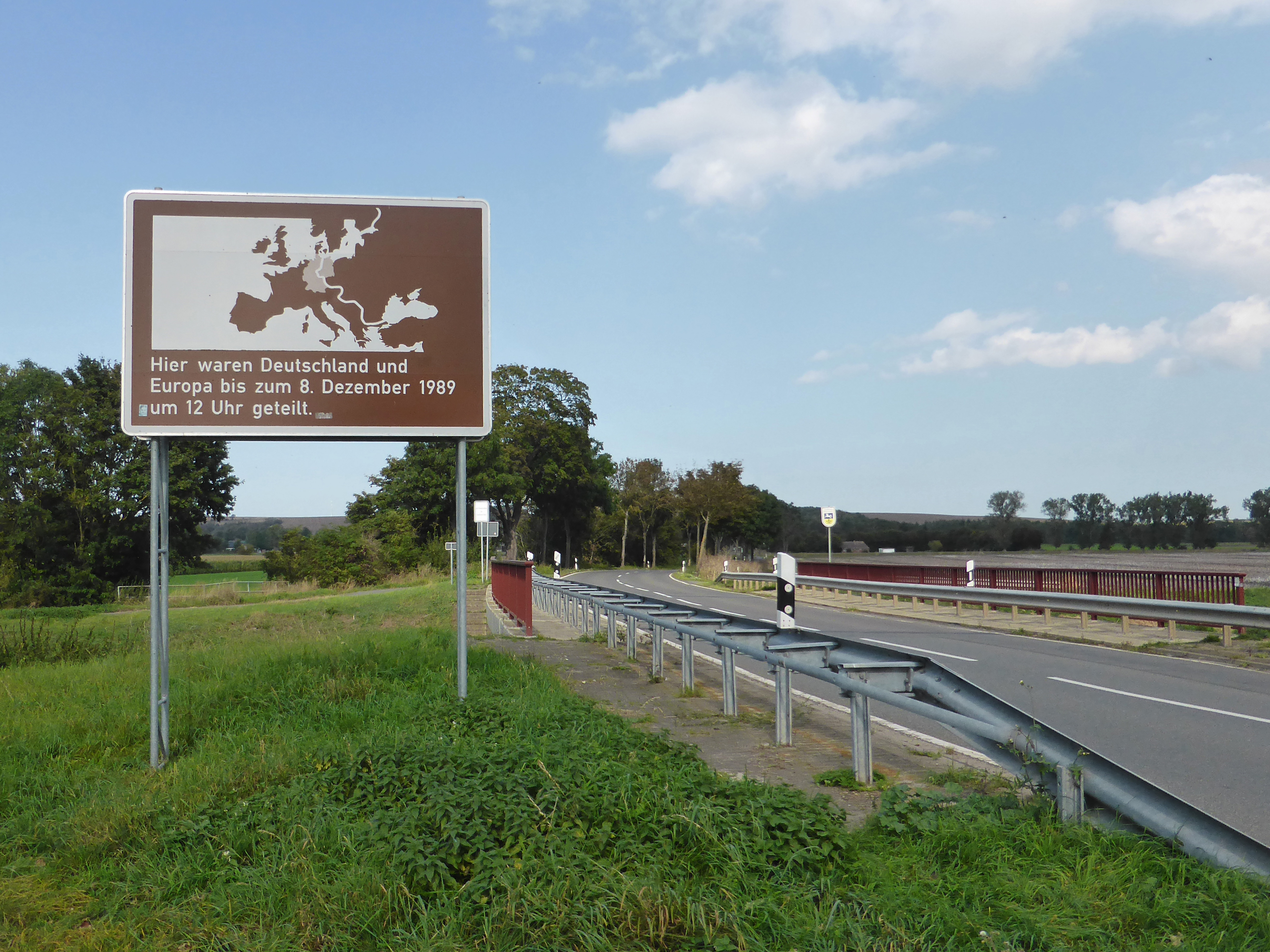
Ehemalige DDR-Grenze zwischen Jerxheim-Bahnhof und Dedeleben

Im Zuge der Wende in der DDR wurde am 8. Dezember 1989 der Grenzübergang zwischen Jerxheim-Bahnhof und Dedeleben eröffnet. Die durch die DDR-Grenze unterbrochenen Bahnstrecken wurden nach der Wende nicht wieder reaktiviert.
Im Dezember 2007 wurde der Zugverkehr im Haltepunkt Jerxheim eingestellt.

### Einwohnerentwicklung
| Jahr      | 1905 | 1971 | 1987 |
| --------- | ---- | ---- | ---- |
| Einwohner | 486  | 472  | 359  |

## Religion
Die Region um Jerxheim-Bahnhof wurde durch die Reformation protestantisch geprägt. In Jerxheim befinden sich je eine evangelisch-lutherische und eine römisch-katholische Kirche.

## Kultur und Sehenswürdigkeiten

### Bauwerke
Unter Denkmalschutz stehen neben den beiden ehemaligen Empfangsgebäuden des Bahnhofs auch die Mauer und die Wirtschaftsgebäude des Gebäudekomplexes Halberstädter Straße 2.

### Grünflächen und Naherholung
Gelegenheit zur Naherholung bietet der nahegelegene Heeseberg mit seinem Aussichtsturm und dem gleichnamigen Naturschutzgebiet. Der südlich von Jerxheim-Bahnhof gelegene Große Bruch, eine flache eiszeitliche Schmelzwasserrinne, eignet sich zum Radfahren.

### Sport
Einziger Sportverein in Jerxheim-Bahnhof ist der ESV, er verfügt über einen wenige hundert Meter südlich von Jerxheim-Bahnhof gelegenen Sportplatz mit einem 1963/64 erbauten Sportheim.
Der Verein wurde 1949 als RSV Jerxheim (Rasensportverein) gegründet und fungierte von 1970 an als ESV Jerxheim (Eisenbahner-Sportverein). Seit dem Austritt aus dem Verband Deutscher Eisenbahner-Sportvereine e. V. steht die Abkürzung ESV für Erlebnissportverein. 2012 wurde das Dorfgemeinschaftshaus Jerxheim-Bahnhof vom ESV übernommen.
Heute wird im ESV Tanz und Zumba ausgeübt. Auch Wanderungen und Fahrradtouren werden durchgeführt. Die Sportdisziplinen Fußball, Handball, Jazz Dance, Kegeln, Leichtathletik, Tischtennis, Turnen, Volkstanz und Walking wurden wegen Mitgliederrückgangs im Laufe der Zeit wieder aufgegeben.

### Regelmäßige Veranstaltungen
Das Osterfeuer, die Braunkohlwanderung und der Weihnachtsmarkt werden von ESV organisiert. Von 2008 bis 2017 fand am Pfingstsamstag ein Treckertreffen statt.

## Wirtschaft und Infrastruktur

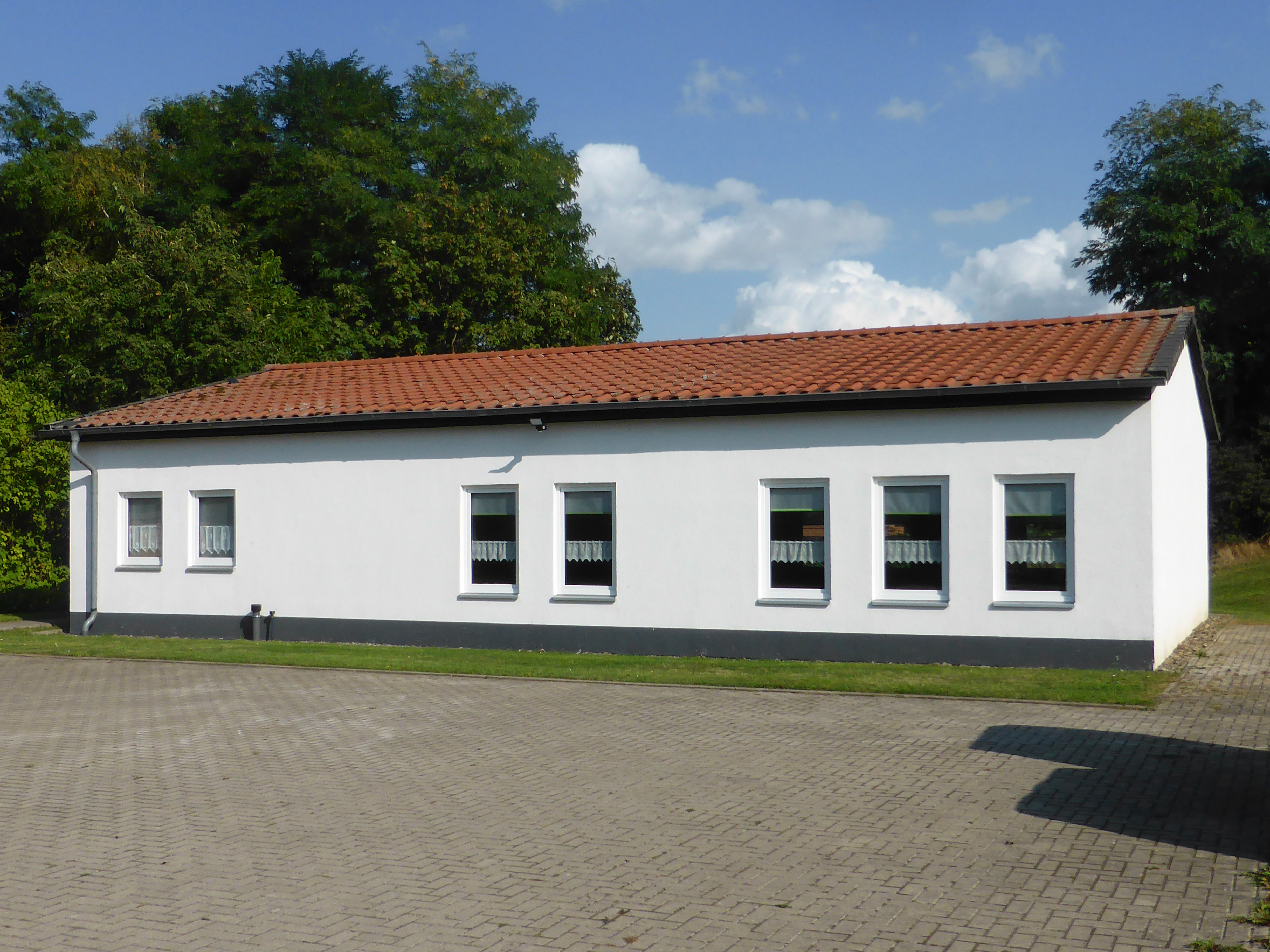
Dorfgemeinschaftshaus

### Unternehmen
Die Spedition Thormann Transporte oHG hat ihren Sitz in Jerxheim-Bahnhof.
In Jerxheim-Bahnhof wird eine Gaststätte betrieben.
Die beiden Lebensmittelgeschäfte (Denecke und Rausch) wurden geschlossen, so dass heute keine Einkaufsmöglichkeiten des täglichen Bedarfs mehr in Jerxheim-Bahnhof zu finden sind. Auch die Zuckerfabrik wurde geschlossen.

### Öffentliche Einrichtungen
Jerxheim-Bahnhof verfügt über ein Dorfgemeinschaftshaus, für Kinder steht ein Spielplatz zur Verfügung.
Die Schule wurde geschlossen. Ebenso die Poststelle I, die die Bezeichnung Jerxheim Bahnhof, später Jerxheim 2, trug und dem Postamt Schöningen zugeordnet war. In Jerxheim-Bahnhof steht heute nur noch ein Postbriefkasten zur Verfügung.

### Verkehr

#### Straßenverkehr

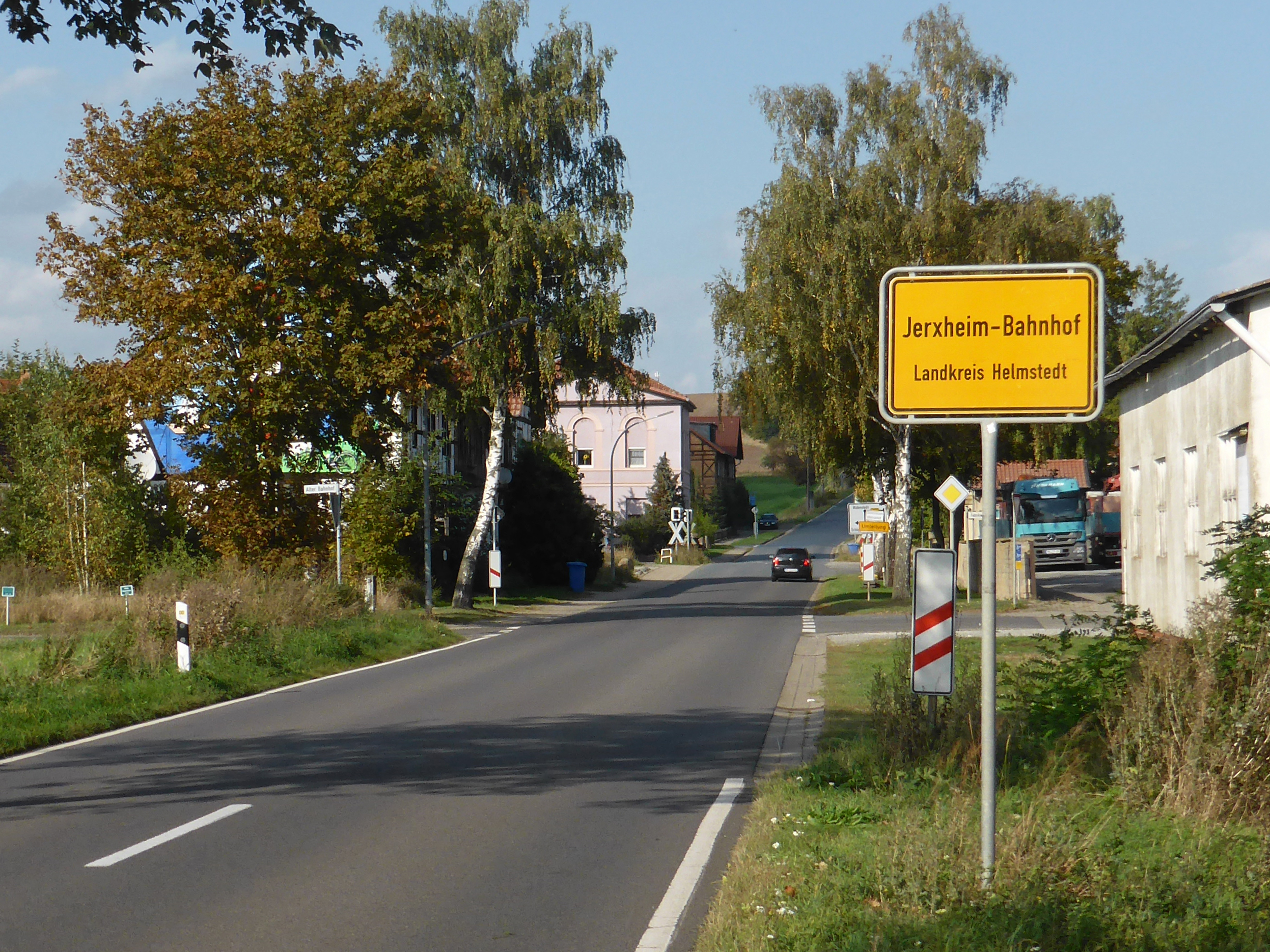
Ortseingang mit B 244

Durch Jerxheim-Bahnhof verläuft die Bundesstraße 244, die in nördlicher Richtung über Jerxheim, Schöningen, Helmstedt und Wittingen bis zum Großen Kain führt, wo sie an der Bundesstraße 4 endet. In südlicher Richtung verläuft die Bundesstraße 244 über den Kiebitzdamm durch das Große Bruch nach Dedeleben und weiter über Wernigerode bis nach Elbingerode, wo sie an der Bundesstraße 27 endet.
Die Landesstraße 623 beginnt in Jerxheim-Bahnhof an der Bundesstraße 244 und führt in westlicher Richtung über Beierstedt bis nach Schöppenstedt, wo sie an der Bundesstraße 82 endet.
Linienbusse fahren von Jerxheim-Bahnhof über Schöningen bis nach Helmstedt sowie nach Schöppenstedt.

#### Eisenbahn
Bis zum Dezember 2007 war Jerxheim-Bahnhof ein Haltepunkt der Bahnstrecke Jerxheim–Helmstedt. Der Verkehr auf der Bahnstrecke Jerxheim-Börßum wurde bereits am 31. Dezember 1975 eingestellt.